# Bahnhof Buchloe
Der Bahnhof Buchloe ist ein Eisenbahnknotenpunkt im Süden von Bayern in der Stadt Buchloe. Er ist ein Kreuzungsbahnhof, an dem die Bahnstrecken München–Buchloe, Augsburg–Buchloe, Buchloe–Lindau und Buchloe–Memmingen aufeinandertreffen. Der Bahnhof verfügt über fünf Bahnsteiggleise sowie weitere Güter- und Abstellgleise. Im Fahrplanjahr 2024 wird Buchloe täglich von ungefähr 150 Regionalzügen der DB Regio, der Bayerischen Regiobahn und von Arverio Bayern sowie von sechzehn Eurocity-Express-Zügen (ECE) von und nach München und Zürich bedient.
Der Bahnhof Buchloe wurde 1847 durch die Königlich Bayerischen Staatseisenbahnen als Durchgangsbahnhof an der Ludwig-Süd-Nord-Bahn eröffnet. Mit der Inbetriebnahme der Strecke in Richtung München 1872 und der Strecke nach Memmingen 1874 wurde er zum Kreuzungsbahnhof. Die bis 1906 noch einmal erweiterten Gleisanlagen für den Güter- und Rangierverkehr wurden ab den 1970er Jahren teilweise zurückgebaut. Von 1928 bis 1972 gab es in Buchloe ein eigenständiges Bahnbetriebswerk.

## Lage
Der Bahnhof befindet sich westlich der Stadtmitte von Buchloe, etwa einen Kilometer vom zentralen Rathausplatz entfernt. Die Gleise des Bahnhofs verlaufen von Nordosten nach Südwesten durch das Stadtgebiet. Das Empfangsgebäude stand östlich der Gleisanlagen an der Bahnhofstraße. Im Güterbereich im Nordosten wird das Bahnhofsgelände durch die Straße Am Ladehof und einen P+R-Parkplatz begrenzt, westlich der Gleise befinden sich ein weiterer Parkplatz und die Karwendelstraße. Im nördlichen Bahnhofsbereich unterquert die Mindelheimer Straße die Gleise durch eine Unterführung.
Im Bahnhof Buchloe treffen vier Hauptbahnen aufeinander: Die zweigleisige, elektrifizierte Bahnstrecke München–Buchloe und die zweigleisige, nicht elektrifizierte Bahnstrecke Augsburg–Buchloe führen von Norden in den Bahnhof Buchloe ein. Die Strecke aus München endet in Buchloe bei Streckenkilometer 67,995, die Strecke aus Augsburg bei Kilometer 38,896. Zudem beginnen in Buchloe die zweigleisige, nicht elektrifizierte Strecke über Kempten nach Lindau und die eingleisige, elektrifizierte Strecke nach Memmingen, die den Bahnhof in Richtung Süden verlassen.

## Geschichte

### Eröffnung und Ausbau zum Knotenpunkt
Am 25. August 1843 verabschiedete die bayerische Regierung das Eisenbahndotationsgesetz zum Bau der Ludwigs-Süd-Nord-Bahn, die von Hof über Bamberg, Nürnberg, Nördlingen, Augsburg und Kaufbeuren nach Lindau am Bodensee führen sollte. Die Stadt Landsberg am Lech setzte sich für eine Streckenführung von Augsburg durch das Lechfeld nach Landsberg und weiter über Waal nach Kaufbeuren ein, welche Buchloe nicht bedient hätte. Aufgrund der einfacheren Streckenführung wurde 1845 jedoch ein Streckenverlauf über Bobingen, Schwabmünchen und Buchloe beschlossen. Der Bahnhof Buchloe entstand einen Kilometer westlich des Ortes, der zu dieser Zeit mit etwa 850 Einwohnern eine relativ geringe Bedeutung hatte. Dennoch war in Buchloe eine von elf Wasser- und Eilgutcursstationen entlang der Strecke von Augsburg nach Lindau vorgesehen. Am 1. September 1847 eröffneten die Königlich Bayerischen Staatseisenbahnen den Bahnhof Buchloe als Durchgangsbahnhof am eingleisigen Streckenabschnitt von Augsburg nach Kaufbeuren der Ludwigs-Süd-Nord-Bahn. Das Empfangsgebäude, ein zweigeschossiger Backsteinbau, wurde erst ein Jahr später am 15. Oktober 1848 fertiggestellt. Als Wasser- und Eilgutcursstation erhielt der Bahnhof ausreichende Gleisanlagen für Zugkreuzungen. Zum Wasserfassen der Dampflokomotiven wurden Wasserkräne und ein zweigeschossiges Wasserhaus errichtet. Nördlich des Empfangsgebäudes entstand die Güterabfertigung mit einer Güterhalle für drei Güterwagen und einer Laderampe für die Viehverladung. Ebenso gab es eine 35 Meter lange Wagenremise, in der kleinere Reparaturen vorgenommen werden konnten. Bis zum 1. März 1854 war die Gesamtstrecke der Ludwig-Süd-Nord-Bahn von Hof nach Lindau fertiggestellt. In den folgenden Jahren wurden immer mehr Häuser entlang der Bahnhofstraße erbaut.
Zum 9. April 1869 erließ der Bayerische Landtag das Gesetz zum Bau einer Bahnstrecke von München nach Memmingen, die am Bahnhof Buchloe die Ludwigs-Süd-Nord-Bahn kreuzen sollte. Ende 1869 begannen die Bauarbeiten für die eingleisige Bahnstrecke. Am 1. November 1872 nahmen die Königlich Bayerischen Staatseisenbahnen den Abschnitt von Kaufering nach Buchloe in Betrieb, wodurch Buchloe zum Trennungsbahnhof wurde. Nachdem die Strecke ab 1873 bis München befahrbar war, wurde am 1. Mai 1874 der restliche Streckenabschnitt von Buchloe über Mindelheim nach Memmingen eröffnet. Die vorhandenen Anlagen waren für den gestiegenen Zugverkehr des Kreuzungsbahnhofs nicht mehr ausreichend, sodass größere Umbauten notwendig wurden. Das Empfangsgebäude wurde 1873 abgetragen und durch einen größeren zweigeschossigen Neubau mit seitlichen Anbauten ersetzt. Die alte Güterabfertigung und die Wagenremise wurden abgebrochen und durch eine neue Güterhalle und eine Lokomotivremise mit zweiständigen Schuppen und Drehscheibe ersetzt. Daneben wurden ein Übernachtungsgebäude für das Bahnpersonal, ein Verwaltungsgebäude der Bahnmeisterei und einige weitere Bauten errichtet. Die Gleisanlagen wurden deutlich erweitert. Wegen der großen Zahl an zu stellenden Weichen entstand für die Wechselwärter im Nordkopf und Südkopf des Bahnhofs jeweils ein Wechselwärterhaus. Durch den Ausbau des Bahnhofs zum Knotenpunkt verstärkte sich der Aufschwung der Gemeinde Buchloe und der Ort wuchs an den ursprünglich einen Kilometer entfernten Bahnhof heran.

### Erweiterungen ab 1890 und Rückbauten
Am 1. Mai 1897 nahmen die Bayerischen Staatsbahnen die mechanischen Stellwerke Buchloe Nord und Buchloe Süd in Betrieb, von den aus die Weichen zentral gesteuert werden konnten. Zur elektrischen Beleuchtung des Bahnhofs wurde 1898 ein Maschinenhaus errichtet. 1902 wurde die Ludwig-Süd-Nord-Bahn zwischen Augsburg und Buchloe zweigleisig ausgebaut, von 1904 bis 1905 folgte der Abschnitt von Buchloe nach Kempten. In den Jahren 1905 und 1906 bauten die Bayerischen Staatsbahnen auch die Bahnstrecke München–Buchloe zweigleisig aus. Dafür wurden die Gleisanlagen des Knotenbahnhofs Buchloe 1902 und 1906 jeweils erweitert. Die bisherigen Schüttbahnsteige wurden durch befestigte Bahnsteige ersetzt. Der Bahnhof entwickelte sich in den folgenden Jahren zunehmend zu einem wichtigen Knotenpunkt im Regional- und Fernverkehr.
1928 stufte die Deutsche Reichsbahn die Buchloer Betriebswerkstätte, die bisher eine Außenstelle des Bw Kempten war, zum eigenständigen Bahnbetriebswerk auf. Ende der 1930er Jahre führte die Deutsche Reichsbahn am Bahnhof Buchloe geringfügige Umbauten und Modernisierungen durch. Trotz seiner Bedeutung als Eisenbahnknoten wurde der Bahnhof im Zweiten Weltkrieg kaum durch Luftangriffe der Alliierten beschädigt. Durch Bombardierungen der nach Buchloe führenden Strecken wurde allerdings der Zugverkehr mehrfach beeinträchtigt. Nach dem Ende des Krieges war aufgrund der Zerstörung mehrerer Eisenbahnbrücken erst im Sommer 1946 wieder ein durchgehender Zugverkehr von München über Buchloe nach Kempten möglich.
1967 wurde das Empfangsgebäude von 1873 abgebrochen und durch einen einfachen Flachbau aus Beton ersetzt. 1970 war der Bahnhof mit 19 Gleisen der zweitgrößte Rangierbahnhof in der Bundesbahndirektion Augsburg. In der Folgezeit ging der Güterverkehr immer stärker zurück und die umfangreichen Gleisanlagen wurden deutlich zurückgebaut. 1972 stufte die Deutsche Bundesbahn das Bahnbetriebswerk wieder zur Außenstelle des Bw Kempten herab. 1975 nahm die Deutsche Bundesbahn ein neues Spurplandrucktastenstellwerk in Betrieb, das die mechanischen Stellwerke ersetzte. Die Formsignale, die zum Teil noch aus der Länderbahnzeit stammten, wurden durch Lichtsignale ersetzt. 1993 integrierte die DB den Bahnhof Buchloe in den Allgäu-Schwaben-Takt, wodurch die Fahrgastzahlen wieder anstiegen. Im Dezember 2004 wurden die letzten Reste des ehemaligen Bahnbetriebswerks abgebrochen.
Bereits ab den 1980er Jahren gab es Planungen zum Neubau des Empfangsgebäudes, da der Flachbau von 1967 den Anforderungen nicht mehr gerecht wurde. Der Baubeginn war zunächst für 2012 anvisiert, jedoch begannen letztendlich erst Anfang Juli 2013 die Vorarbeiten für den Neubau. Neben dem Abriss des bereits ab Januar 2013 geräumten alten Gebäudes wurde zuvor auch der Hausbahnsteig an Gleis 1 verlängert und erhöht sowie neue technische Systeme verlegt. Das Bahnhofsgebäude wurde schließlich im März 2014 abgerissen, um Platz für den Neubau zu schaffen. Der neue Hausbahnsteig an Gleis 1 wurde bereits weitgehend fertiggestellt. Ebenfalls geplant ist in diesem Zusammenhang die Errichtung eines Zentralen Omnibusbahnhofs (ZOB) und eine damit verbundene Neugestaltung des Bahnhofsvorplatzes.

## Aufbau

### Empfangsgebäude

#### Erster Bau von 1848 bis 1873

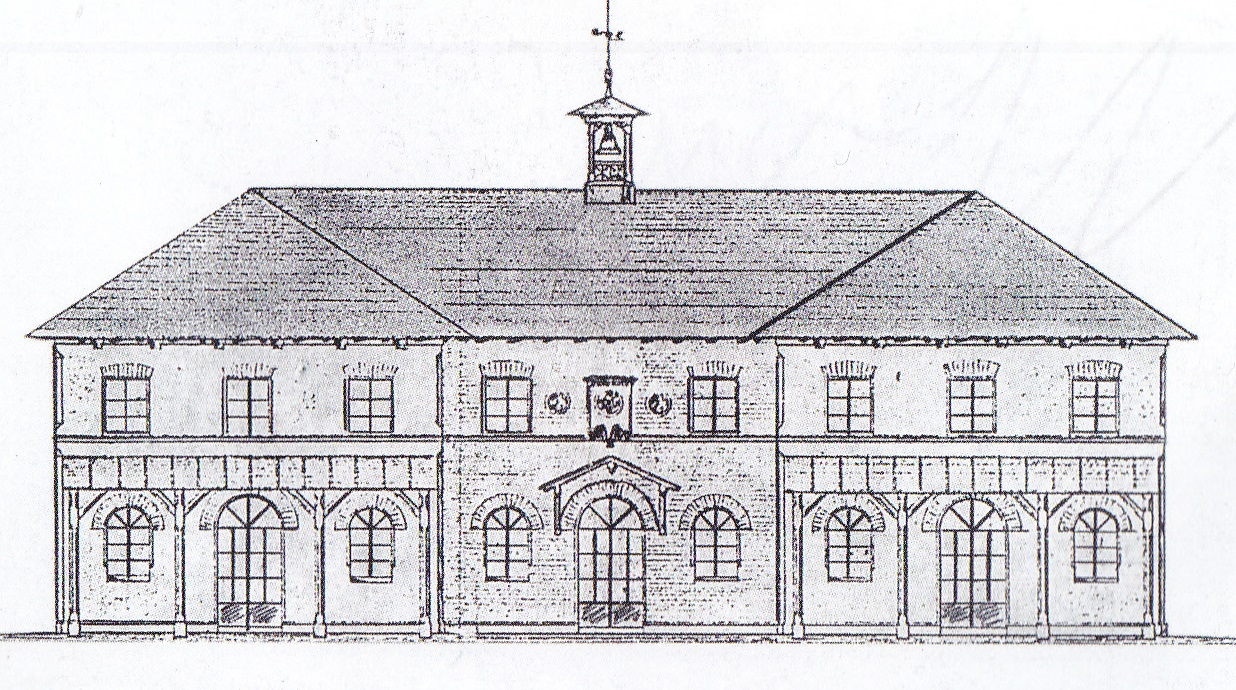
Zeichnung des ersten Buchloer Empfangsgebäudes von 1848

Das als „Expeditionslokal“ bezeichnete erste Buchloer Empfangsgebäude wurde vom Architekten Friedrich Bürklein entworfen. Das von ortsansässigen Handwerkern errichtete Bahnhofsgebäude wurde am 15. Oktober 1848 fertiggestellt, der Bau kostete 15.197 Gulden. Das Empfangsgebäude war ein zweigeschossiger Backsteinbau mit einer Länge von etwa 26 Metern. Es bestand aus zwei querstehenden Kopfbauten mit Walmdach, die über einen etwas schmaleren Mitteltrakt mit Satteldach verbunden waren. Vom Bahnhofsplatz und von den Bahnsteigen war das Gebäude jeweils über drei Türen in Rundbogenöffnungen zugänglich, auch die Fenster im Erdgeschoss waren als Rundbogen ausgeführt. Auf der Gleisseite waren entlang der beiden Kopfbauten hölzerne Vordächer angebracht. Den Dachfirst des Mitteltrakts zierte ein Dachreiter mit Glocke. Im Erdgeschoss befanden sich Fahrkartenschalter, Wartezimmer für die 1. und 2. Klasse, die Gepäckabfertigung und verschiedene Betriebsräume. Im ersten Stockwerk waren die Wohnungen des Stationsverwalters und Oberbahnwärters untergebracht. Im Gebäude befanden sich außerdem die Poststation und das Telegraphenamt.
Mit dem Ausbau des Bahnhofs zum Knotenpunkt war die Größe des bisherigen Empfangsgebäudes nicht mehr ausreichend. Um Platz für einen Neubau zu schaffen, wurde das Gebäude 1873 abgebaut und auf der gegenüberliegenden Seite des Bahnhofsplatzes wieder aufgebaut. Dabei wurde es um ein drittes Stockwerk erweitert und der Dachreiter entfernt. Der inzwischen verputzte Backsteinbau ist bis heute an dieser Stelle erhalten und wird als Wohnhaus benutzt.

#### Zweites Gebäude von 1873 bis 1967

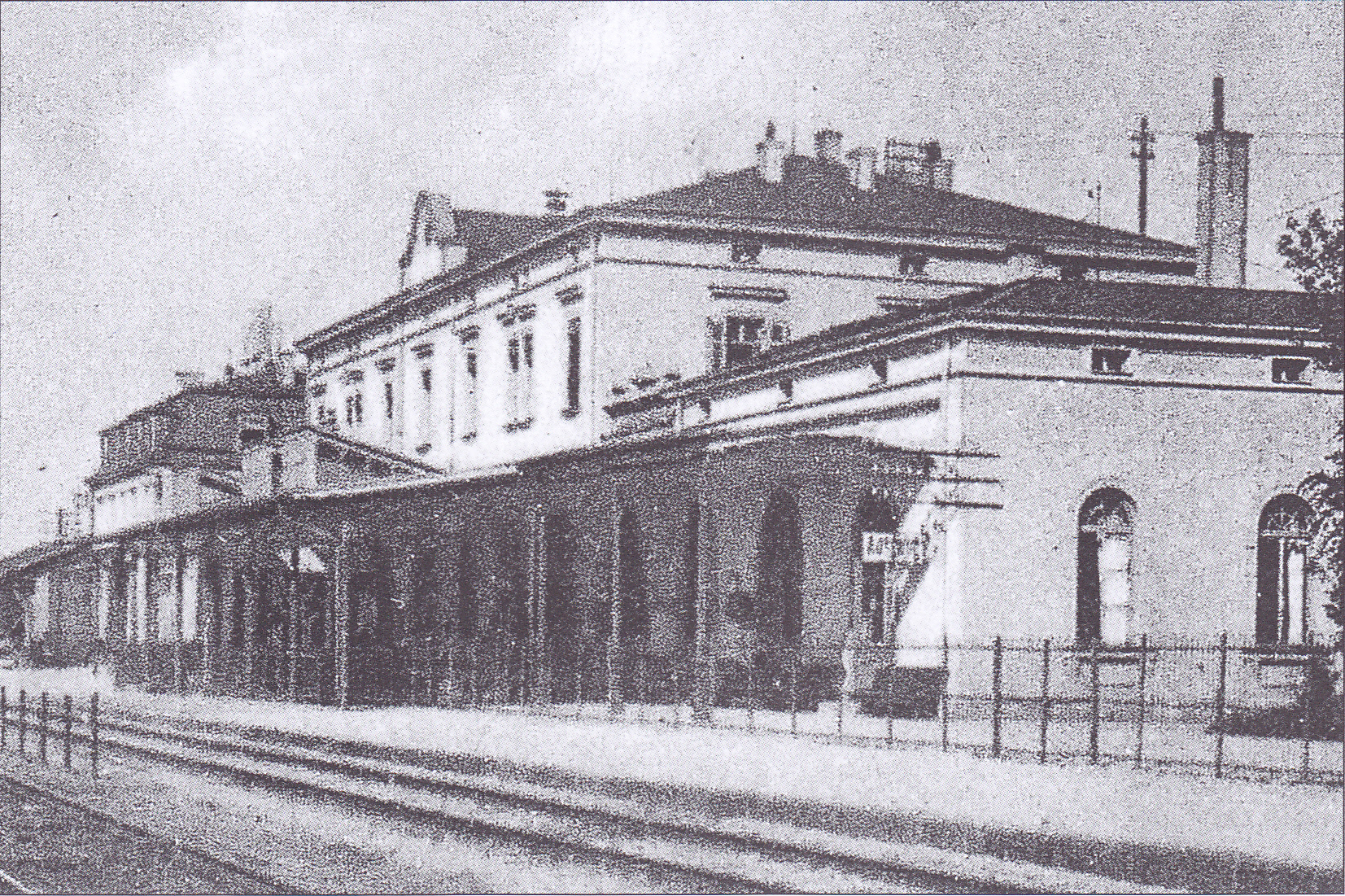
Zweites Empfangsgebäude 1910

Für 160.000 Gulden wurde 1873 an der Stelle des alten Gebäudes ein Neubau errichtet. Es handelte sich um zweigeschossiges Gebäude mit Walmdach, das im Norden und Süden mit eingeschossigen Anbauten versehen war. Direkt über dem Eingang auf der Straßenseite befand sich eine Dachgaube mit Schweifgiebel und einer großen Uhr. Die Erdgeschossfenster waren erneut als Rundbogenkonstruktionen ausgeführt. Über dem Erdgeschoss und dem ersten Stock befand sich jeweils ein umlaufendes Gesimsband. Das Gebäude beinhaltete im Erdgeschoss neben Warteräumen, Fahrkartenschaltern und Gepäckabfertigung noch eine Bahnhofsgaststätte und zusätzliche Diensträume. Im Obergeschoss des neuen Empfangsgebäudes befanden sich wieder Wohnungen.
In den 1950er und 1960er Jahren verschlechterte sich der Zustand des Gebäudes zunehmend, sodass Pläne zur Sanierung erstellt wurden. 1962 stimmte der Buchloer Stadtrat aufgrund der Kosten von 50.000 D-Mark gegen die
Sanierung und entschied sich für einen Abbruch und Neubau des Empfangsgebäudes. 1967 wurde das Gebäude vollständig abgebrochen. Von der Bevölkerung wurde der Abbruch teilweise kritisiert, da der von 1873 stammende Bau mit seiner „erhabenen Architektur“ ein „Leitbild für Buchloe“ darstellte.

#### Gebäude von 1968 bis 2014

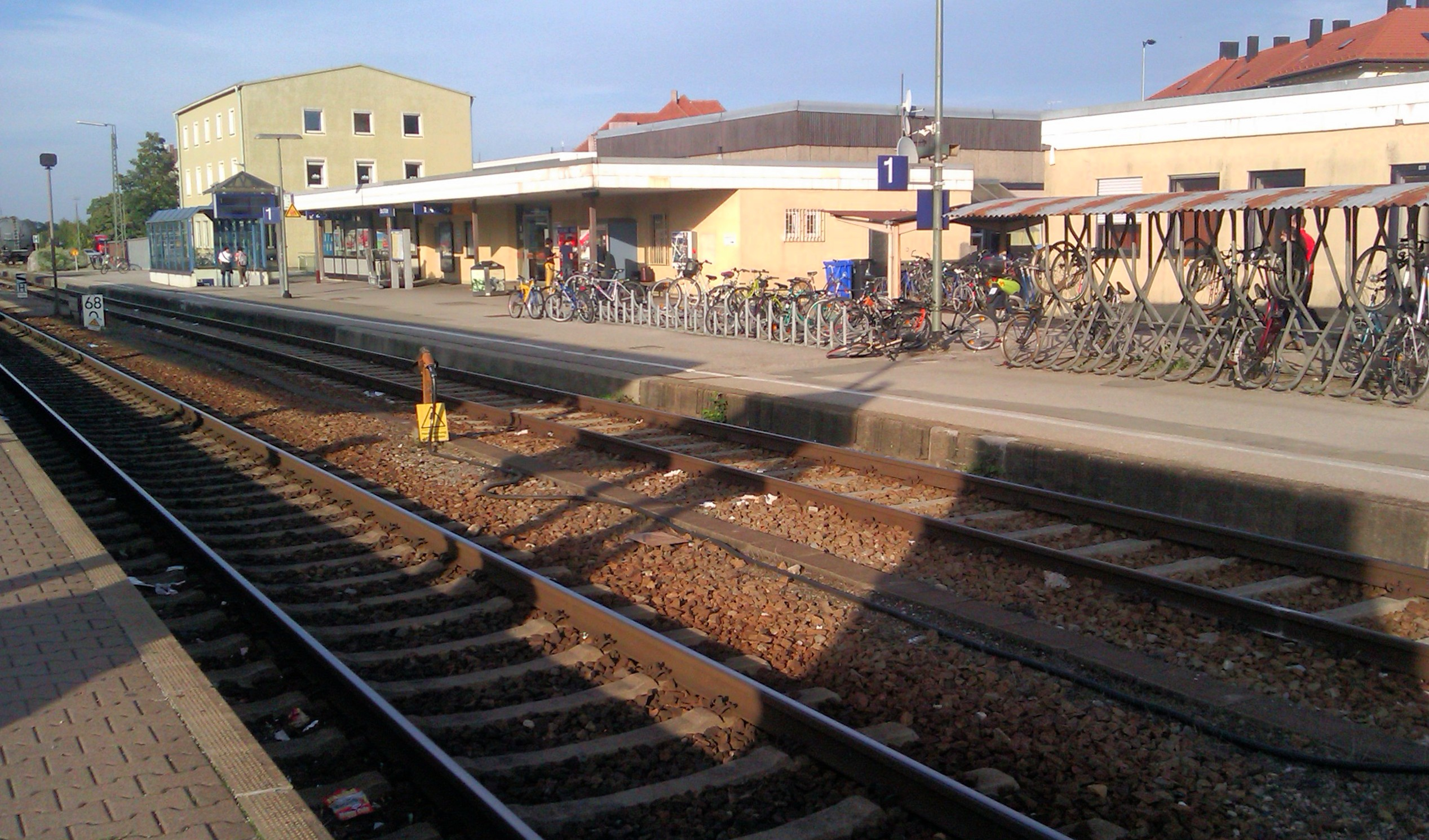
2014 abgebrochenes Empfangsgebäude im Jahr 2012

Als Ersatz für das 1967 abgebrochene Gebäude errichtete die Deutsche Bundesbahn bis 1968 einen einstöckigen Neubau aus Beton mit Flachdach. Im Gebäude befanden sich neben Diensträumen ein täglich geöffneter Schalter, ein Kiosk und eine kleine Wartehalle. Das Gebäude bestand aus einem höheren rechteckigen Vorbau am Bahnhofplatz mit der Wartehalle und einem niedrigeren zurückgesetzten Trakt mit den Diensträumen. Von der Buchloer Bevölkerung wurde der kleine und enge Flachbau als „Hasenstall“ bezeichnet. Im Dezember 1988 kam es zu einem Brand im Empfangsgebäude, woraufhin das Gebäude nur notdürftig repariert wurde. Seit dem Brand gab es Bestrebungen, den unattraktiven und nicht mehr zeitgemäßen Bau zu ersetzen. Im Januar 2013 zog das Reisezentrum der Deutschen Bahn in einen provisorischen Container um. Das seitdem leerstehende Gebäude wurde am 5. November 2013 zum Abriss freigegeben und im März 2014 abgebrochen. Der Abbruch kostete 65.000 Euro.

#### Neubau ab 2014
Im Juli 2014 wurde mit dem Neubau des Empfangsgebäudes begonnen, die Fertigstellung war für Frühjahr 2015 geplant und erfolgte im Oktober 2015. Der neue Bau besteht aus zwei durch einen überdachten Innenhof miteinander verbundenen Baukörpern und soll Bahnreisenden und Besuchern der Stadt einen komfortablen Aufenthalt ermöglichen. Im Bahnhofsgebäude fanden ein Reisezentrum der DB, eine Buch- und Zeitschriftenhandlung, ein Fastfood-Restaurant, ein Geschäft für Reisebedarfsartikel mit Bäckerei sowie öffentliche Toiletten Platz. Die Kosten für das Projekt wurden mit ca. 2 Millionen Euro veranschlagt, die Stadt Buchloe sollte davon deutlich mehr als 500.000 € übernehmen. Das Projekt wurde in der Bevölkerung unterschiedlich aufgenommen. Kritisiert wurden vor allem die Pultdachform, das Fastfood-Restaurant, die fehlende Überdachung des südlichen Eingangsbereiches und die hohen Kosten für die Stadt.

### Bahnsteige und Gleisanlagen

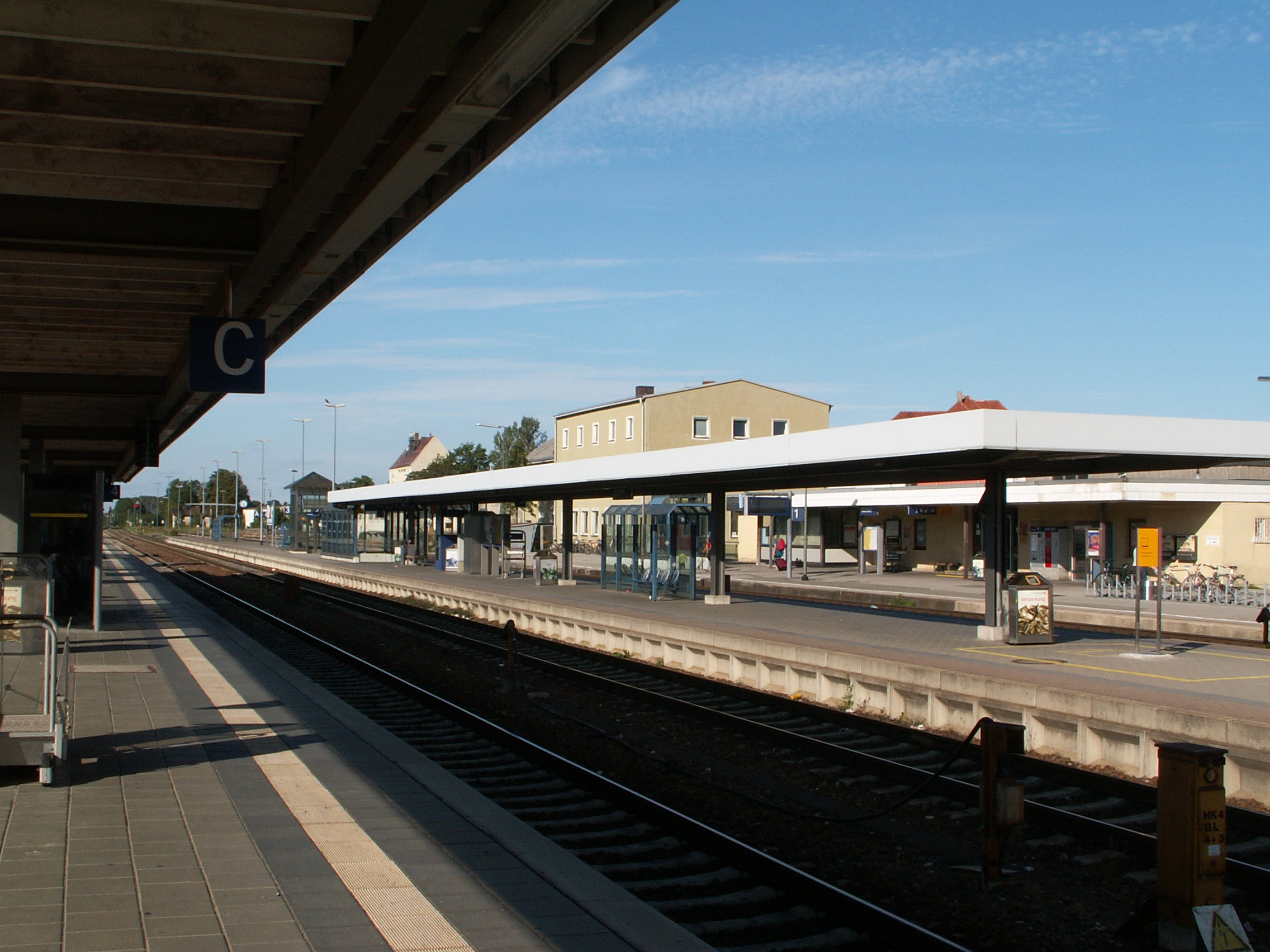
Bahnsteige im Jahr 2008

Der Bahnhof Buchloe hat fünf Bahnsteiggleise, die sich an einem Hausbahnsteig und zwei überdachten Mittelbahnsteigen befinden. Westlich der Bahnsteige erstreckt sich der Güter- und Rangierbahnhof, der bis 1970 noch 13 Gleise aufwies. Im Norden schloss an den Rangierbahnhof ein Ausziehgleis an, südlich des Rangierbahnhofs befand sich der Ablaufberg. Ein auf ganzer Länge westlich am Rangierbahnhof entlangführendes Gleis diente der Anbindung des Bahnbetriebswerks, das im südlichen Bahnhofsbereich westlich des Ablaufbergs lag. In Richtung Süden münden die Gleise von Ablaufberg und Bahnbetriebswerk in ein weiteres Ausziehgleis, von dem aus nach einem Fahrtrichtungswechsel die Wagenremise erreicht werden konnte. Nordöstlich der Bahnsteige liegt die einseitig in Richtung Kaufering angebundene Ortsladeanlage. Sie bestand aus jeweils zwei Gleisen zum Güterschuppen und zur Ladestraße, einem Gleis zum Lagerhaus, einem zusätzlichen Stumpfgleis und einem parallel zu den Streckengleisen nach Kaufering verlaufenden Ausziehgleis. Im Süden des Empfangsgebäudes schloss ein Stumpfgleis mit Stutzen die Werkstätten an. Im Bahnsteigbereich waren zwei weitere Stumpfgleise zur Zugabstellung vorhanden. Bis 1975 verfügte der Bahnhof über 64 Weichen und 80 Formsignale. In der Folgezeit wurden die meisten Gütergleise zurückgebaut. Bei der Verlängerung der Bahnsteigunterführung nach Westen wurde ein Teil der Rangiergleise zur Kostenersparnis durchtrennt.
Heute sind im Bahnhof noch acht Durchgangsgleise vorhanden, eines davon ohne Oberleitung. Diese teilen sich in 5 Bahnsteiggleise sowie drei Nebengleise auf. Bei zwei Gleisen des Rangierbahnhofs wurden die nördlichen Weichen zurückgebaut, sodass die Gleise im nördlichen Bahnhofsbereich stumpf enden. Diese Rangiergleise enden südlich der Bahnsteigunterführung und werden derzeit nur noch im Güterverkehr genutzt. Die restlichen fünf Gleise des ehemaligen Rangierbahnhofs sowie das Verbindungsgleis zum Bahnbetriebswerk sind stillgelegt, allerdings noch größtenteils erhalten. In der Bahnhofsmitte wurde an ihrer Stelle ein Parkplatz errichtet. Der ehemalige Ablaufberg wird in der Regel nicht mehr benötigt und wurde daher zur besseren Befahrbarkeit ebenerdig angeglichen. Die Gleisanlagen des ehemaligen Betriebswerks sind noch zum Großteil erhalten und werden zur Abstellung von Reisezuggarnituren genutzt. Sie sind aufgrund der Stilllegung des nördlichen Verbindungsgleises nur noch über einen Fahrtrichtungswechsel auf dem Memminger Ausziehgleis zu erreichen. Dieses dient außerdem der Anbindung dreier Gleisanschlüsse. An der Güterabfertigung sind noch die beiden Gleise am Güterschuppen sowie das Ausziehgleis vorhanden und werden bis heute genutzt.
Von den drei Bahnsteigen sind die Mittelbahnsteige überdacht und barrierefrei mit Aufzügen zu erreichen. Sie sind über eine Unterführung mit dem Hausbahnsteig im Osten und dem Parkplatz im Westen verbunden. Der unüberdachte Hausbahnsteig wurde 2013 von 22 auf 55 Zentimeter erhöht, verlängert und mit Blindenleitstreifen ausgestattet, sodass er nun ebenfalls barrierefrei ist. Alle Bahnsteige sind mit elektronischen Zugzielanzeigern ausgestattet. Südlich des Mittelbahnsteigs der Gleise 2 und 3 ist noch eines der ursprünglich zwei Stumpfgleise im Bahnsteigbereich vorhanden.
| Gleis | Bahnsteiglänge | Bahnsteighöhe | Nutzung                                                         |
| ----- | -------------- | ------------- | --------------------------------------------------------------- |
| 1     | 258 m          | 55 cm         | Züge in Richtung München und vereinzelt Kaufbeuren und Augsburg |
| 2     | 275 m          | 55 cm         | Züge in Richtung München und Augsburg                           |
| 3     | 275 m          | 55 cm         | Züge in Richtung München, Augsburg und Memmingen                |
| 4     | 328 m          | 76 cm         | Züge in Richtung Kaufbeuren, Memmingen und München              |
| 5     | 328 m          | 76 cm         | Züge in Richtung Kaufbeuren, Memmingen und Bad Wörishofen       |

### Stellwerke
In den Anfangsjahren des Bahnhofs wurden die Weichen vor Ort handbetrieben durch Wechselwärter gestellt. 1897 nahmen die Bayerischen Staatsbahnen zwei neue mechanische Wärterstellwerke in zweigeschossigen Weichentürmen in Betrieb. Stellwerk I, auch als Buchloe Nord bezeichnet, befand sich im Nordkopf des Bahnhofs westlich der Gleise. Stellwerk II, das Buchloe Süd genannt wurde, stand im südlichen Bahnhofsbereich zwischen dem Ablaufberg und dem Bahnbetriebswerk. Zum Zeitpunkt ihrer Eröffnung gehörten die beiden Wärterstellwerke zu den größten in Bayern. Sie wurden über ein Befehlsstellwerk im Empfangsgebäude gesteuert.
1975 nahm die Deutsche Bundesbahn ein neues Spurplandrucktastenstellwerk der Bauart Lorenz L60 mit Nummernstellpult in Betrieb. Dafür wurde ein neues Stellwerksgebäude am südlichen Bahnsteigende östlich der Gleise errichtet. Die alten mechanischen Stellwerke wurden stillgelegt und kurz darauf abgebrochen.
2025 ist geplant, die Stelltafel sowie das Nummernstellpult durch einen RCOP 2.1-Bedienplatz der Firma Thales zu ersetzen. Die genannten Elemente werden durch einen ESTW-ähnlichen Bedienplatz ersetzt. Die Außenanlage (Weichen und Signale) bleibt gleich, da Stellbefehle direkt an die gleichbleibende Relaisanlage übergeben werden.

## Schienenverkehr

### Fernverkehr

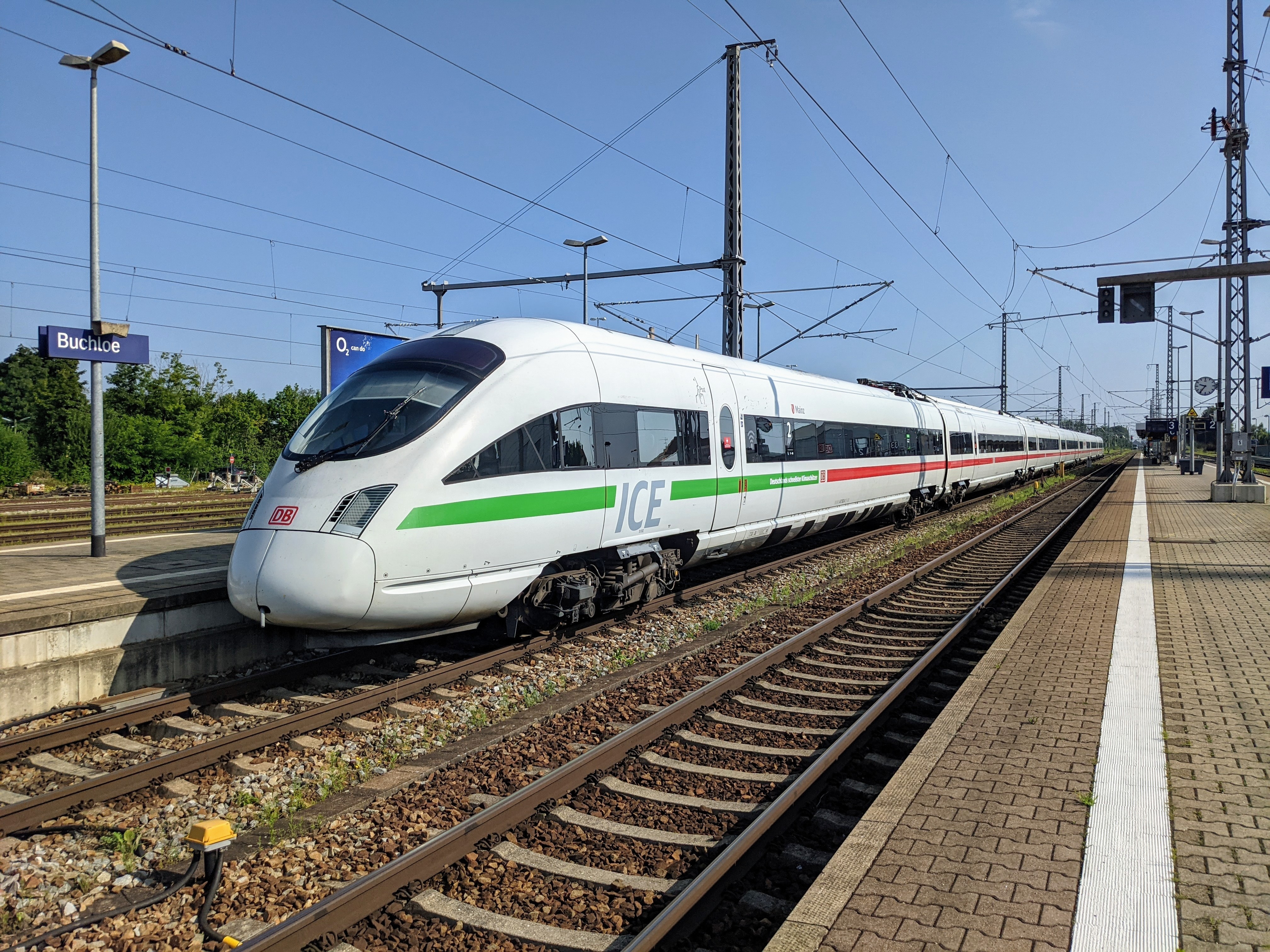
ICE T von Berlin nach Bregenz im Sommer 2021 in Buchloe. Diese Verbindung wurde zwischenzeitlich wieder eingestellt.

In den Anfangsjahren hatte der Bahnhof Buchloe keine große Bedeutung im Fernverkehr. Nach dem zweigleisigen Ausbau der anschließenden Strecken entwickelte sich der Bahnhof zunehmend zu einem wichtigen Knotenpunkt im nationalen und internationalen Fernverkehr. 1914 hielten täglich drei Durchgangszug-Paare in Buchloe. Dadurch waren Direktverbindungen nach Berlin, Dresden, Breslau, Frankfurt am Main, Köln, Basel, Genf, Zürich, Mailand und Marseille möglich, größtenteils über Kurswagen. 1939 verkehrten acht Schnellzug-Paare, von denen einige allerdings nur saisonal verkehrten. Somit fuhren zudem durchgehende Züge nach Prag, Hamburg-Altona, Bremen und Lyon. Des Weiteren hielten täglich bis zu drei Schnellzüge aus Richtung Norddeutschland über Immenstadt nach Oberstdorf. Während des Zweiten Weltkriegs ging die Zahl der Fernverkehrszüge auf drei zurück, stieg in der Nachkriegszeit jedoch wieder an. Ab den 1960er Jahren wurde die Bedeutung Buchloes als Fernverkehrsbahnhof immer geringer und die Zahl der erreichbaren Ziele nahm ab. 1971 hielten noch fünf Schnellzugpaare im Bahnhof. Es verkehrten zwei Zugpaare von München nach Genf, eines von München nach Bern, eines von Nürnberg nach Lindau sowie eines von München über die Bahnstrecke Buchloe–Memmingen nach Mailand. Der von 1970 bis 1977 als Trans-Europ-Express (TEE) verkehrende Bavaria durchfuhr den Bahnhof hingegen ohne Halt.
Seit 1987 hielten in Buchloe täglich vier Eurocity-Zugpaare (EC) von München nach Zürich, von denen drei über Memmingen und eines über Kempten fuhren. Nach der Elektrifizierung der Strecke von München über Memmingen nach Lindau werden die Züge nach Zürich seit Dezember 2020 mit dem ETR 610 der SBB als Eurocity-Express geführt und die Anzahl der täglichen Zugpaare von vier auf sechs erhöht. Seit Sommer 2022 verkehrte ein siebtes Zugpaar an bestimmten Tagen, welches seit Dezember 2023 ständig verkehrt. Seit dem Fahrplanwechsel Dezember 2024 verkehrt ein achtes Zugpaar, welches Geschäftsreisenden sowie Tagestouristen aus der Schweiz eine bessere Anbindung an München ermöglicht. 
| Linie  | Strecke                                                                       | Taktfrequenz  |
| ------ | ----------------------------------------------------------------------------- | ------------- |
| ECE 88 | München – Buchloe – Memmingen – Lindau-Reutin – Bregenz – St. Gallen – Zürich | Acht Zugpaare |

### Nahverkehr
Am 1. September 1847 nahmen die Königlich Bayerischen Staatseisenbahnen den planmäßigen Betrieb am Bahnhof Buchloe auf. Im ersten Fahrplan fuhren täglich zwei Zugpaare von Augsburg über Buchloe nach Kaufbeuren. Mit der Eröffnung der Gesamtstrecke von Augsburg nach Lindau 1854 nahm der Verkehr zu. Im Sommerfahrplan 1855 hielten in Buchloe täglich drei durchgehende Züge zwischen Augsburg und Lindau, die für diese Fahrt etwa fünf Stunden benötigten. Mit der Streckeninbetriebnahme von München nach Memmingen in den Jahren 1872 bis 1874 stieg die Bedeutung des Buchloer Bahnhofs deutlich an, da er nun Knotenpunkt und Umsteigebahnhof war. 1913 hielten in Buchloe täglich über 40 Personen- und Eilzüge in Richtung München, Augsburg, Memmingen und Kempten.  1939 fuhren ab Buchloe neun Personenzüge in Richtung München, neun in Richtung Augsburg, neun in Richtung Memmingen sowie acht in Richtung Kaufbeuren und Kempten. Zudem wurde der Bahnhof von drei Eilzugpaaren der Relation München–Lindau bedient, von denen eines die Strecke über Memmingen benutzte. Von 2003 bis 2007 wurde der Bahnhof im Zwei-Stunden-Takt durch den Allgäu-Express von München nach Oberstdorf, von 2007 bis 2020 durch den alex der Regentalbahn von München nach Lindau und Oberstdorf bedient.
Im Fahrplan 2024 halten im Bahnhof Buchloe Regionalzüge der DB Regio sowie von Arverio Bayern und der Bayerischen Regiobahn. Stündlich fahren von Buchloe zwei bis drei Züge in Richtung München, bis zu drei Züge in Richtung Augsburg, ein bis zwei Züge in Richtung Kempten und Memmingen und ein Zug in Richtung Füssen.
Zwischen den Zügen in Richtung München und Augsburg sowie in der Gegenrichtung nach Kaufbeuren und Memmingen besteht zumeist jeweils bahnsteiggleicher Anschluss im Bahnhof Buchloe. In der HVZ fahren die meisten Leute in Richtung München und Augsburg, touristisch werden hauptsächlich die Züge in Richtung Füssen und Lindau/Oberstdorf genutzt.
| Linie       | Betreiber            | Strecke | Taktfrequenz                                         |
| ----------- | -------------------- | --- | ---------------------------------------------------- |
| RB68        | Bayerische Regiobahn | München – Kaufering – Buchloe – Kaufbeuren – Biessenhofen – Füssen                                              | 3 Zugpaare täglich, Express-Verstärker am Wochenende |
| RE7 · RE17  | DB Regio Bayern      | (Nürnberg –) Augsburg – Buchloe – Kaufbeuren – Kempten (Allgäu) – Immenstadt – Lindau-Reutin / – Oberstdorf     | 120 min                                              |
| RE70 · RE76 | DB Regio Bayern      | München – Kaufering – Buchloe – Kaufbeuren – Kempten (Allgäu) – Immenstadt – Lindau-Reutin / Oberstdorf         | 120 min                                              |
| RE71 · RE73 | DB Regio Bayern      | Augsburg – Buchloe – Türkheim (Bay) – Memmingen / Bad Wörishofen                                                | 120 min                                              |
| RE72        | Arverio Bayern       | München – Kaufering – Buchloe – Türkheim (Bay) – Memmingen                                                      | 120 min                                              |
| RB74        | DB Regio Bayern      | München – Kaufering – Buchloe                                                                                   | 60 min (unterbrochen durch RB 68)                    |
| RB77        | Bayerische Regiobahn | Augsburg – Bobingen – Buchloe – Kaufbeuren – Biessenhofen – Füssen                                              | 60 min (ab/bis Buchloe in Zeitlage der RB 68)        |
| RE79        | DB Regio Bayern      | (Augsburg –) Buchloe – Kaufbeuren – Biessenhofen – Kempten (Allgäu) (– Immenstadt – Oberstdorf [einzelner Zug]) | 60 min                                               |
| RE96        | Arverio Bayern       | München – Buchloe – Memmingen – Leutkich – Lindau-Insel – Lindau-Reutin                                         | 120 min                                              |

### Güterverkehr
Als Wasser- und Eilgutcursstation war der Buchloer Bahnhof von Beginn an von Bedeutung im Güterverkehr der Ludwig-Süd-Nord-Bahn. Anfangs wurden vor allem Holz, landwirtschaftliche Produkte und Vieh verladen. Mit dem Ausbau zum Kreuzungsbahnhof entwickelte sich Buchloe zunehmend zum bedeutenden Rangierbahnhof im Nah- und Ferngüterverkehr. Über zahlreiche Anschlussgleise wurden Rohstoffe und Produkte der Buchloer Unternehmen transportiert. Noch 1970 war er nach Augsburg Rbf der zweitgrößte Rangierbahnhof in der Bundesbahndirektion Augsburg. Ab den 1970er Jahren nahm der Güterverkehr jedoch stetig ab. 1976 stellte die Deutsche Bundesbahn aufgrund des fast vollständig zurückgegangenen Frachtaufkommens die Stückgutabfertigung in Buchloe ein.
Heute sind im Bahnhof noch drei Anschlussgleise zur BayWa, Spitzke und zu einem Recyclingunternehmen vorhanden, die den größten Teil des heutigen Buchloer Güterverkehrs stellen. An der Laderampe nördlich des Empfangsgebäudes wird noch regelmäßig Rundstahl zum Weitertransport an ein örtliches Unternehmen auf Lastwagen umgeladen. Der Rangierbahnhof wird hauptsächlich nur noch für die Zugzusammenstellung und -verteilung genutzt. Ein Ablaufbetrieb findet nicht mehr statt.
Die DB Cargo bedient von Buchloe aus noch Firmen in Memmingen sowie vereinzelt in Günzach bzw. Kempten. Als Grundlage für diese Verteilerzüge kommen die Züge dafür oft vom Rangierbahnhof München Nord und Augsburg. Die Anlagen des Bahnhofs nutzen private Güter-EVU mit, sofern nötig. 

## Busverkehr
Am Bahnhof Buchloe halten folgende Buslinien der Regionalbus Augsburg GmbH und Verkehrsgesellschaft Kirchweihtal im Verkehrsverbund Mittelschwaben und der Ostallgäuer Verkehrsgemeinschaft.
| Linie | Verlauf                                                                   |
| ----- | ------------------------------------------------------------------------- |
| 16    | Buchloe – Jengen – Beckstetten – Ketterschwang – Ummenhofen – Kaufbeuren  |
| 17    | Buchloe – Bronnen – Waalhaupten – Oberostendorf – Neugablonz – Kaufbeuren |
| 24    | Buchloe – Mindelheim Bahnhof                                              |
| 35    | Buchloe – Großkitzighofen                                                 |
| 57    | Buchloe – Beckstetten – Kaufbeuren                                        |
| 909   | Buchloe – Mindelheim Bahnhof                                              |
| 910   | Buchloe – Türkheim – Unterrammingen – Mindelheim Forum                    |